# FFH-Gebiet Wälder der nördlichen Itzehoer Geest
Das FFH-Gebiet Wälder der nördlichen Itzehoer Geest ist ein NATURA 2000-Schutzgebiet in Schleswig-Holstein im Kreis Rendsburg-Eckernförde in den Gemeinden Haale, Nienborstel, Stafstedt, Luhnstedt, Nindorf, Heinkenborstel, Mörel und Bargstedt. Es liegt in der Landschaft Heide-Itzehoer Geest (Landschafts-ID 69301), die vom Bundesamt für Naturschutz (BfN) als Landschaft von geringer naturschutzfachlicher Bedeutung bewertet wird. Diese ist wiederum Teil der Naturräumlichen Großregion 2. Ordnung Schleswig-Holsteinische Geest.
Das FFH-Gebiet Wälder der nördlichen Itzehoer Geest besteht aus vier räumlich getrennten Waldgebieten, die sich überwiegend im Besitz der Schleswig-Holsteinischen Landesforsten befinden, siehe Tabelle 1. Sie sind Teil des Staatsforstes Barlohe.
| Lfd. Nr. | Name               | Gemeinde                       | Größe [ha] | Lage |
| -------- | ------------------ | ------------------------------ | ---------- | ---- |
| 1        | Haaler Gehege      | Haale, Nienborstel             | 255        | ⊙    |
| 2        | Luhnstedter Gehege | Stafstedt, Luhnstedt, Nindorf  | 272        | ⊙    |
| 3        | Gehege Westerholz  | Heinkenborstel, Mörel, Nindorf | 136        | ⊙    |
| 4        | Gehege Himmelreich | Bargstedt                      | 54         | ⊙    |

Das FFH-Gebiet erstreckt sich auf einer Länge von 14,3 Kilometer vom Westrand des FFH-Teilgebietes Haaler Gehege in der Gemeinde Haale bis zur Südostspitze des FFH-Teilgebietes Gehege Himmelreich in der Gemeinde Bargstedt. Es hat laut Standarddatenbogen der EU eine Gesamtfläche von 711 Hektar (die Angaben im Managementplan weichen davon ab, siehe Tabelle 1). Die höchste Erhebung im FFH-Gebiet liegt mit 63,3 Meter über Normalhöhennull (NHN) im Gehege Westerholz, der niedrigste Bereich im westlichsten FFH-Teilgebiet im Kleinen Haaler Gehege am Westrand mit 8 Meter über NHN.
Das FFH-Gebiet liegt auf Endmoränen des Saale-Komplexes, mit Geschiebelehm und -mergel der vorletzten Eiszeit in diesem Gebiet. Es ist nahezu vollständig mit der FFH-Lebensraumklasse Laubwald bedeckt, siehe Diagramm 1. Es handelt sich mehrheitlich um historische Waldstandorte, die bereits auf der Karte des Majors Gustav Adolf von Varendorff vom Schleswigschen Infanterieregiment von 1790 verzeichnet waren.

## FFH-Gebietsgeschichte und Naturschutzumgebung
Der NATURA 2000-Standard-Datenbogen (SDB) für dieses FFH-Gebiet wurde im Mai 2004 vom Landesamt für Landwirtschaft, Umwelt und ländliche Räume (LLUR) des Landes Schleswig-Holstein erstellt, im September 2004 als Gebiet von gemeinschaftlicher Bedeutung (GGB) vorgeschlagen, im November 2007 von der EU als GGB bestätigt und im Januar 2010 national nach § 32 Absatz 2 bis 4 BNatSchG in Verbindung mit § 23 LNatSchG als besonderes Erhaltungsgebiet (BEG) bestätigt. Der SDB wurde zuletzt im Juli 2020 aktualisiert. Der Managementplan für das FFH-Gebiet wurde im Juni 2014 veröffentlicht. Das FFH-Gebiet gehört zum überwiegenden Teil den Schleswig-Holsteinischen Landesforsten A.ö.R., siehe Diagramm 2. Aus diesem Grund wurde vom LLUR kein Betreuer benannt.
Alle Wälder des FFH-Gebietes liegen in Nebenverbundachsen des landesweiten Biotopverbundsystems. Das FFH-Gebiet ist Teil des europäischen Vogelschutzgebietes EGV 1823-401 Staatsforsten Barlohe.
Das FFH-Gebiet überschneidet sich in allen Teilgebieten mit dem am 30. Juni 2017 gegründetem Naturschutzgebiet Naturwälder in den Landesforsten Barlohe und liegt im Naturpark Aukrug. Lediglich die Flächen im äußersten Westen in der Gemeinde Haale liegen außerhalb des Naturparks.

## FFH-Erhaltungsgegenstand
Laut Standard-Datenbogen vom Juli 2020 sind folgende FFH-Lebensraumtypen (LRT) und Arten für das Gesamtgebiet als FFH-Erhaltungsgegenstände mit den entsprechenden Beurteilungen zum Erhaltungszustand der Umweltbehörde der Europäischen Union gemeldet worden (Gebräuchliche Kurzbezeichnung (BfN)): FFH-Lebensraumtypen nach Anhang I der EU-Richtlinie:
- 3150 Natürliche und naturnahe nährstoffreiche Stillgewässer mit Laichkraut oder Froschbiss-Gesellschaften (Gesamtbeurteilung C)[14]
- 9110 Hainsimsen-Buchenwälder (Gesamtbeurteilung B)[15]
- 9120* Atlantischer, saurer Buchenwald mit Unterholz aus Stechpalme und gelegentlich Eibe (Gesamtbeurteilung A)[16]
- 9130 Waldmeister-Buchenwälder (Gesamtbeurteilung B)[17]
- 9160 Sternmieren-Eichen-Hainbuchenwälder (Gesamtbeurteilung B)[18]
- 91E0* Erlen-Eschen- und Weichholzauenwälder (Gesamtbeurteilung B)[19]

Arten gemäß Artikel 4 der Richtlinie 2009/147/EG und Anhang II der Richtlinie 92/43/EWG und diesbezügliche Beurteilung des Gebiets:
- 1166 Kammmolch (Gesamtbeurteilung B)[21]
- 1096 Bachneunauge(Lampetra planeri) (Gesamtbeurteilung C)[22]

Knapp vier Zehntel der Gebietsfläche ist mit dem LRT 9110 Hainsimsen-Buchenwälder bedeckt, gefolgt von einem Fünftel mit dem LRT 9130 Waldmeister-Buchenwälder. Gut ein Viertel der Fläche ist keinem Lebensraumtyp zugeordnet, siehe Diagramm 3.

## FFH-Erhaltungsziele
Aus den oben aufgeführten FFH-Erhaltungsgegenständen werden als FFH-Erhaltungsziele von besonderer Bedeutung die Erhaltung folgender Lebensraumtypen und Arten im FFH-Gebiet vom Ministerium für Energiewende, Landwirtschaft, Umwelt und ländliche Räume des Landes Schleswig-Holstein erklärt:
- 9110 Hainsimsen-Buchenwälder
- 9120* Atlantischer, saurer Buchenwald mit Unterholz aus Stechpalme und gelegentlich Eibe
- 9130 Waldmeister-Buchenwälder
- 9160 Sternmieren-Eichen-Hainbuchenwälder
- 91E0* Erlen-Eschen- und Weichholzauenwälder
- 1166 Kammmolch

Aus den oben aufgeführten FFH-Erhaltungsgegenständen werden als FFH-Erhaltungsziele von Bedeutung die Erhaltung folgender Lebensraumtypen und Arten im FFH-Gebiet vom Ministerium für Energiewende, Landwirtschaft, Umwelt und ländliche Räume des Landes Schleswig-Holstein erklärt:
- 3150 Natürliche und naturnahe nährstoffreiche Stillgewässer mit Laichkraut oder Froschbiss-Gesellschaften
- 1096 Bachneunauge

## FFH-Teilgebiete

### FFH-Teilgebiet Haaler Gehege

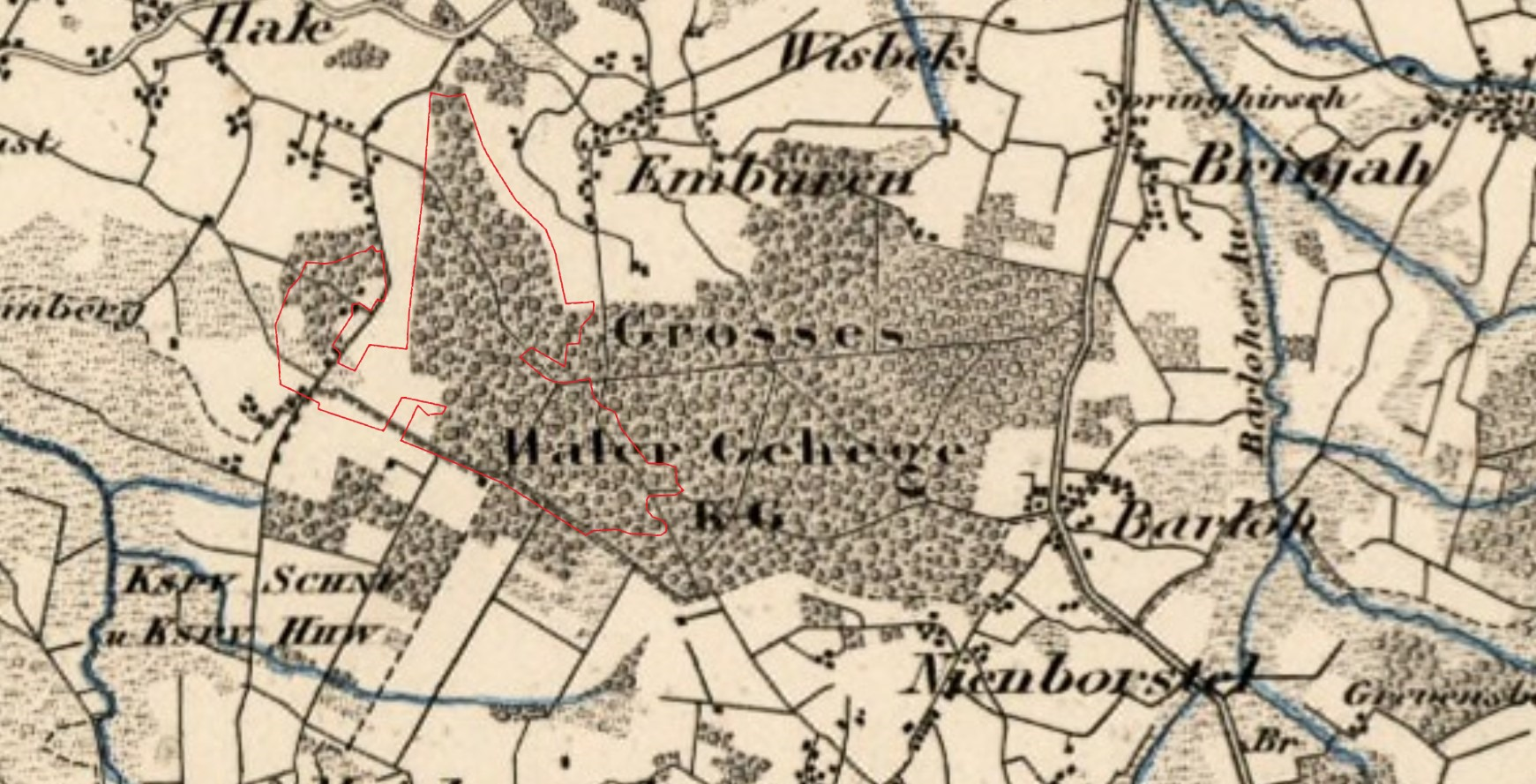
Bild 1: Haaler Gehege um 1861

Das FFH-Teilgebiet Haaler Gehege ist das westlichste Teilgebiet des FFH-Gebietes Wälder der nördlichen Itzehoher Geest. Es ist mit 255 Hektar das zweitgrößte Teilgebiet und erstreckt sich über 2,9 Kilometer Länge unweit der Landesstraße 127 zwischen Haale und Embühren im Westen bis zum Zentrum des Großen Haaler Geheges im Osten. Es umfasst das Waldgebiet des 34,5 Hektar großen Kleinen Haaler Geheges östlich der Kreisstraße 21 und 220,5 Hektar des wesentlich größeren Großen Haaler Geheges östlich der K21.
Das Teilgebiet wird weitgehend durch die beiden Waldlebensraumtypen 9130 Waldmeister-Buchenwälder und 9110 Hainsimsen-Buchenwälder bestimmt. Vorwiegend im Süden des Großen Haaler Geheges finden sich mehrere kleine Bereich des Lebensraumtyps 91E0* Erlen-Eschen- und Weichholzauenwälder und an dessen Westrand schmale Streifen von 9120* Atlantischer, saurer Buchenwald mit Unterholz aus Stechpalme und gelegentlich Eibe.
Der Erhaltungszustand der Lebensraumtypen im Teilgebiet wird je zur Hälfte als gut (B) und unbefriedigend (C) eingestuft.
Das Gelände fällt von 53 Meter über NHN im Osten auf 8 Meter über NHN im Westen ab. Am Ostrand befinden sich einige Quellbereiche. Das gesamte überschüssige Oberflächenwasser fließt über die Haaler Au in den Nord-Ostsee-Kanal.
Beim Haaler Gehege handelt es sich um einen historischen Waldstandort. Sowohl auf der Karte des Majors Gustav Adolf von Varendorff vom Schleswigschen Infanterieregiment von 1790 als auch auf der dänischen Generalstabskarte von 1861 sind dort bereits Wälder eingezeichnet, siehe Bild 1. Etwa die Hälfte der Fläche ist mit einem Baumbestand im Alter von 80 bis 100 Jahren bestockt. Im Norden dieses Teilgebietes sind 14,2 Hektar zum Naturwald erklärt und damit jeglicher Nutzung entzogen worden.
Das Haaler Gehege ist mit einem dichten Forstwegenetz versehen. Im Großen Haaler Gehege sind mehrere Reit- und Fahrwege ausgewiesen, die sich über das FFH-Teilgebiet hinaus in dessen östlichen Teil erstrecken.

### FFH-Teilgebiet Luhnstedter Gehege

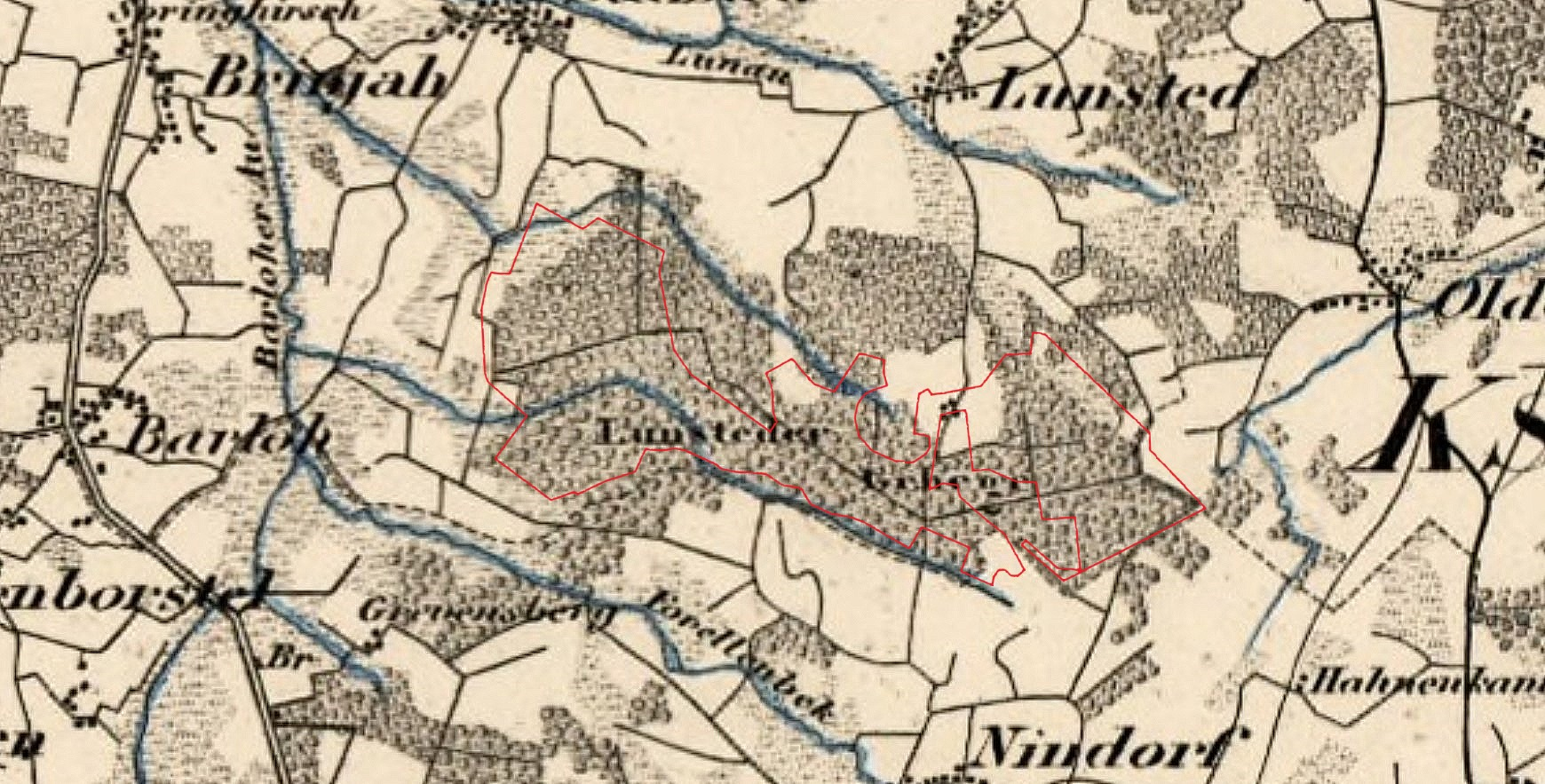
Bild 2: Luhnstedter Gehege um 1861

Das FFH-Teilgebiet Luhnstedter Gehege ist das mittlere Teilgebiet des FFH-Gebietes Wälder der nördlichen Itzehoher Geest. Es ist mit 272 Hektar das größte Teilgebiet und erstreckt sich über 3,9 Kilometer Länge zwischen dem Schafstedter Ortsteil Neuhörn im Westen bis zum Tal der Bargstedter Au im Osten.
Das Teilgebiet enthält alle im FFH-Gebiet vorkommenden FFH-Lebensraumtypen, siehe Kapitel FFH-Erhaltungsgegenstand. Es überwiegt über das ganze Teilgebiet verteilt der Waldlebensraumtyp 9110 Hainsimsen-Buchenwälder, gefolgt vom 9130 Waldmeister-Buchenwälder. Im Westteil sind größere Wälder des Lebensraumtyps 9160 Sternmieren-Eichen-Hainbuchenwälder vorhanden, der Lebensraumtyp 9120* Atlantischer, saurer Buchenwald mit Unterholz aus Stechpalme und gelegentlich Eibe ist hingegen mehr in der Gebietsmitte zu finden. Die kleinen Parzellen mit 91E0* Erlen-Eschen- und Weichholzauenwälder sind in den feuchteren Stellen am Südrand ansässig.
Der Erhaltungszustand der Lebensraumtypen im Teilgebiet wird je zur Hälfte als gut (B) und unbefriedigend (C) eingestuft.
Das Gelände fällt von 58 Meter über NHN im Osten auf 14 Meter über NHN im Westen ab. Am Ostrand befinden sich einige Quellbereiche. Das Teilgebiet wird von Ost nach West von mehreren Fließgewässern durchzogen. Das größte ist die Stehweddelbek, die östlich der Gemeinde Brinjahe in die Barlau (Helenaue) mündet und über die Luhnau nordöstlich der Kanal-Fähre Breiholz in den Nord-Ostsee-Kanal mündet.
Beim Luhnstedter Gehege handelt es sich um einen historischen Waldstandort. Sowohl auf der Karte des Majors Gustav Adolf von Varendorff vom Schleswigschen Infanterieregiment von 1780 als auch auf der dänischen Generalstabskarte von 1861 sind dort bereits Wälder eingezeichnet, siehe Bild 2. Etwa die Hälfte der Fläche ist mit einem Baumbestand im Alter von mehr als 100 Jahren bestockt. Im Westen dieses Teilgebietes sind 79 Hektar zum Naturwald erklärt und damit jeglicher Nutzung entzogen worden.
Das Luhnstedter Gehege ist mit einem dichten Forstwegenetz versehen.

### FFH-Teilgebiet Gehege Westerholz

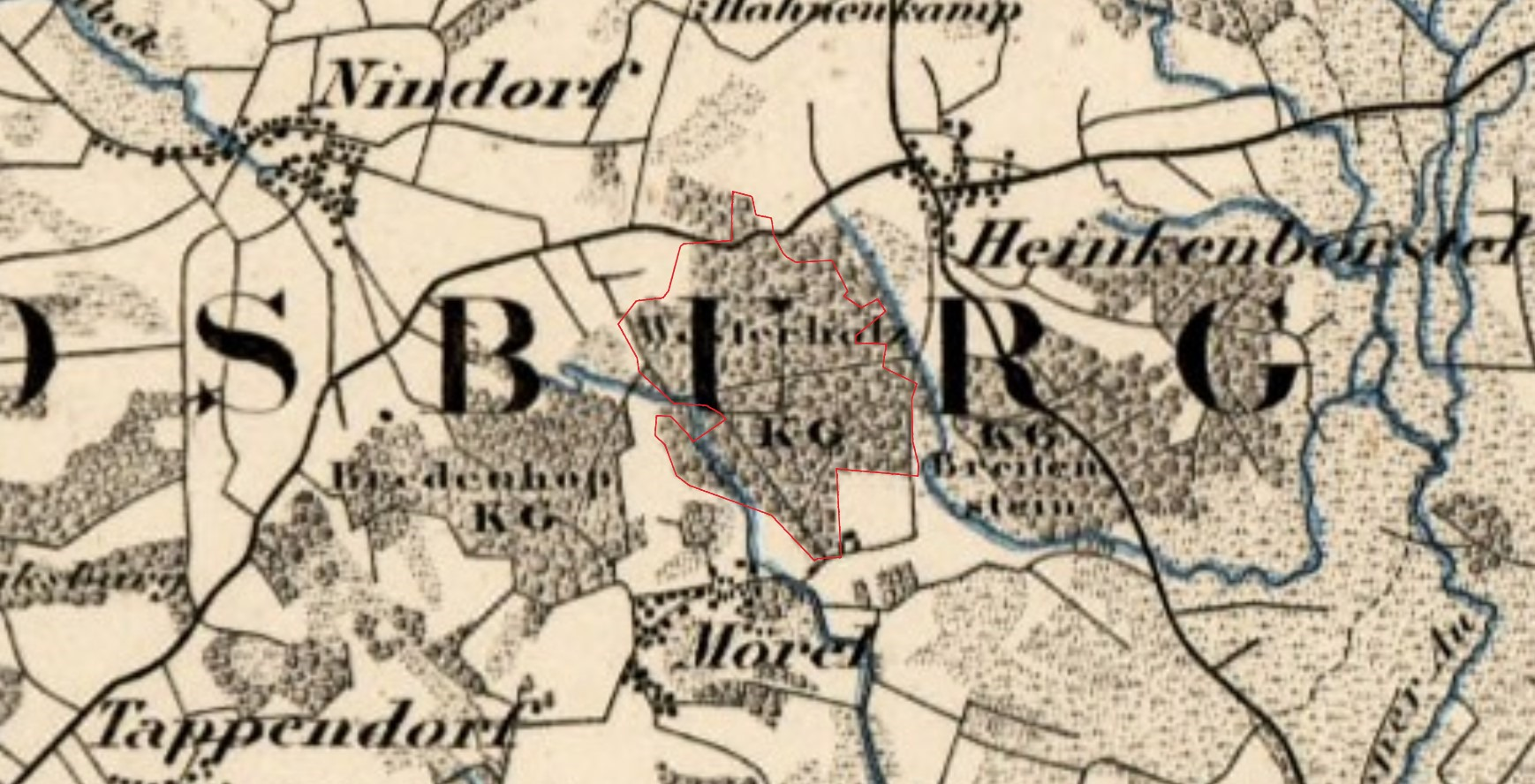
Bild 3: Gehege Westerholz um 1861

Das FFH-Teilgebiet Gehege Westerholz ist das südlichste Teilgebiet des FFH-Gebietes Wälder der nördlichen Itzehoher Geest. Es ist mit 136 Hektar das drittgrößte Teilgebiet und erstreckt sich über 1,8 Kilometer Länge zwischen den beiden Gemeinden Heinkenborstel im Norden und Mörel im Süden.
Das Teilgebiet enthält alle Waldlebensraumtypen des Gesamtgebietes. Es überwiegt der Lebensraumtyp 9110 Hainsimsen-Buchenwälder, gefolgt von vorwiegend im Norden, Osten und Süden vorkommendem Lebensraumtyp 9130 Waldmeister-Buchenwälder. Der Lebensraumtyp 9120* Atlantischer, saurer Buchenwald mit Unterholz aus Stechpalme und gelegentlich Eibe ist nur im Südwesten anzutreffen. An den im Gehege zahlreich vorhandenen Fließgewässern finden sich viele kleine Stellen des Lebensraumtyps 91E0* Erlen-Eschen- und Weichholzauenwälder. In dessen Nachbarschaft gibt es zwei kleine Parzellen im Westen und Osten mit 9160 Sternmieren-Eichen-Hainbuchenwälder.
Der größte Teil der mit einem Lebensraumtyp erfassten Fläche hat einen unbefriedigenden (C) Erhaltungszustand. Hierbei handelt es sich fast ausschließlich um den Lebensraumtyp 9110 Hainsimsen-Buchenwälder. Der Erhaltungszustand der restlichen Lebensraumtypen im Teilgebiet wird als gut (B) eingestuft.
Das Gelände fällt von 66 Meter über NHN im Nordwesten nahe der Kreisstraße 84 auf 24 Meter über NHN im Südosten am Möreler Weg im Tal der Wittbek ab. Im Nordwesten befindet sich das Quellgebiet der Wittbek, die den größten Teil des Oberflächenwassers des Geheges Westerholz aufnimmt. Diese mündet über Fuhlenau, Bünzau, Stör und Elbe in die Nordsee. Im Westen wird ein kleinerer Teil des Oberflächenwassers der Führbek zugeführt. Dieses Wasser wird über den Mühlenbach und Buckener Au ebenfalls der Bünzau zugeführt.
Beim Haaler Gehege handelt es sich um einen historischen Waldstandort. Auf der dänischen Generalstabskarte von 1861 sind dort bereits Wälder eingezeichnet, siehe Bild 3. Etwa die Hälfte der Fläche ist mit einem Baumbestand im Alter von 80 bis 100 Jahren bestockt. Im Norden dieses Teilgebietes sind 14,2 Hektar zum Naturwald erklärt und damit jeglicher Nutzung entzogen worden.
Durch das Gehege Westerholz führen mehrere Forstwege. Die Wege des Naturwaldes werden nicht mehr gepflegt. Am Westrand führt ein ausgewiesener öffentlicher Reit- und Gespannweg von den Fischteichen zur Straße Zur Försterei im Ortsteil Mörel.

### FFH-Teilgebiet Gehege Himmelreich

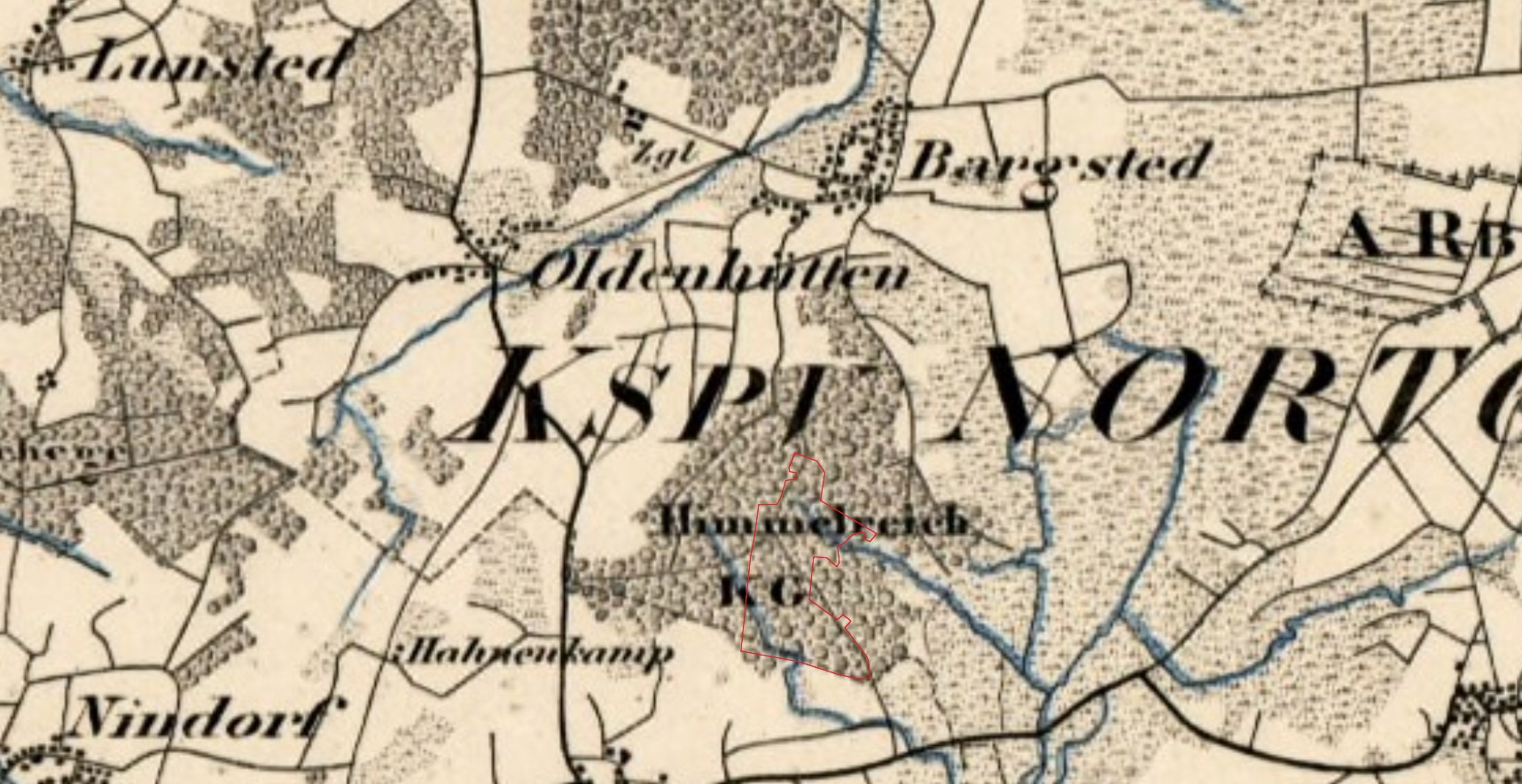
Bild 4: Gehege Himmelreich um 1861

Das FFH-Teilgebiet Gehege Himmelreich ist das östlichste Teilgebiet des FFH-Gebietes Wälder der nördlichen Itzehoher Geest. Es ist mit 54 Hektar das kleinste Teilgebiet und erstreckt sich über 1,4 Kilometer Länge zwischen den beiden Gemeinden Bargstedt im Norden und Heinkenborstel im Süden. Das Teilgebiet belegt nur einen kleinen Teil des wesentlich größeren Geheges Himmelreich.
Das Teilgebiet enthält vier der fünf Waldlebensraumtypen des Gesamtgebietes. Es überwiegt der Lebensraumtyp 9110 Hainsimsen-Buchenwälder, gefolgt von vorwiegend im Norden vorkommendem Lebensraumtyp 9130 Waldmeister-Buchenwälder und 9160 Sternmieren-Eichen-Hainbuchenwälder. An den im Gehege vorhandenen Fließgewässern finden sich mehrere kleine Flächen des Lebensraumtyps 91E0* Erlen-Eschen- und Weichholzauenwälder.
Der größte Teil der mit einem Lebensraumtyp erfassten Fläche hat einen unbefriedigenden (C) Erhaltungszustand. Hierbei handelt es sich fast ausschließlich um den Lebensraumtyp 9110 Hainsimsen-Buchenwälder. Der Erhaltungszustand der restlichen Lebensraumtypen im Teilgebiet wird als gut (B) eingestuft.
Das Gelände fällt von einem Geestkegel im Zentrum mit 41,1 Meter über NHN nach Nordosten auf 20 Meter über NHN am Zulauf zum Bargstedter Graben mit der Gewässernummer 6.1 und nach Süden bis auf 18 Meter über NHN ins Tal des Himmelreichsgrabens ab. Das Teilgebiet wird durch beide Fließgewässer über Fuhlenau, Bünzau, Stör und Elbe in die Nordsee entwässert.
Beim Gehege Himmelreich handelt es sich um einen historischen Waldstandort. Sowohl auf der Karte des Majors Gustav Adolf von Varendorff vom Schleswigschen Infanterieregiment von 1780 als auch auf der dänischen Generalstabskarte von 1861 sind dort bereits Wälder eingezeichnet, siehe Bild 4. Bis auf die Abteilung 3713a im Südwesten ist der Baumbestand im Teilgebiet über einhundert Jahre alt, einige Eichen sogar mehr als zweihundert Jahre. Im Norden und an der Südwestecke dieses Teilgebietes sind 19,5 Hektar zum Naturwald erklärt und damit jeglicher Nutzung entzogen worden.
Durch das Gehege Westerholz führen mehrere Forstwege. Die Wege im Naturwald werden nicht mehr gepflegt. Durch das Teilgebiet führen mehrere ausgewiesene öffentliche Reitwege.

## FFH-Analyse und Bewertung
Das Kapitel FFH-Analyse und Bewertung im Managementplan beschäftigt sich unter anderem mit den aktuellen Gegebenheiten des FFH-Gebietes und den Hindernissen bei der Erhaltung und Weiterentwicklung der FFH-Lebensraumtypen. Die Ergebnisse fließen in den FFH-Maßnahmenkatalog ein.
Gut zwei Drittel des Gesamtgebietes ist mit FFH-Lebensraumtypen ausgewiesen worden, siehe Diagramm 4. Die Gesamtbeurteilung der FFH-Lebensraumtypen im Gebiet ist bezogen auf den Flächenanteil aller FFH-Lebensraumtypen fast vollständig mit gut (B), der Lebensraumtyp 9120* Atlantischer, saurer Buchenwald mit Unterholz aus Stechpalme und gelegentlich Eibe vollständig mit ausgezeichnet (A) bewertet worden, siehe Diagramm 3. Diese Daten entstammen dem SDB vom Juli 2020.

## FFH-Maßnahmenkatalog
Der FFH-Maßnahmenkatalog im Managementplan führt neben den bereits durchgeführten Maßnahmen geplante Maßnahmen zur Erhaltung und Entwicklung der FFH-Lebensraumtypen im FFH-Gebiet an. Die für die Einhaltung des Verschlechterungsverbotes notwendigen Maßnahmen, sowie weitergehende Maßnahmen sind für die einzelnen Teilgebiete in Maßnahmenkarten beschrieben:
- Haaler Gehege[43]
- Luhnstedter Gehege[44]
- Gehege Westerholz[45]
- Gehege Himmelreich[46]

Zur Maßnahmenverfolgung sind alle Maßnahmen in 27 Maßnahmenblättern beschrieben.
Schwerpunkt der vorgeschlagenen Maßnahmen sind, wie bei allen Forsten der Schleswig-Holsteinischen Landesforsten, der Waldumbau vom Nadelwald zum Laubwald mit möglichst heimischen Baumarten. Dies folgt den Handlungsgrundsätzen für die Umsetzung von NATURA 2000 in den Schleswig-Holsteinischen Landesforsten. Weiterhin ist dort das Ziel festgelegt, dass 5 Prozent der Landesforstflächen als Naturwald ausgewiesen werden. Ein weiteres Ziel ist die Verbesserung des Erhaltungszustandes der vorhandenen Lebensraumtypen von einem ungenügenden in einen guten Erhaltungszustand. Dazu dient auch die Verbesserung des Wasserhaushaltes in den Teilgebieten durch Einbau von Stauen in Entwässerungsgräben, um das Oberflächenwasser länger im Wald zu belassen.

## FFH-Erfolgskontrolle und Monitoring der Maßnahmen
Eine FFH-Erfolgskontrolle und Monitoring der Maßnahmen findet in Schleswig-Holstein alle 6 Jahre statt. Die Ergebnisse des letzten Monitorings wurden noch nicht veröffentlicht (Stand Mai 2022).